# 키르기스어 위키백과
키르기스어 위키백과(영어: Kyrgyz Wikipedia, 키르기스어: Кыргыз Уикипедиясы)는 키르기스어로 운영되는 위키백과이며, 2002년 6월 3일부터 운영되었다. 현재 80,764개의 문서가 있으며, 28,966명의 사용자가 등록되어있다. 언어별 위키백과 중 77번째로 큰 위키백과이다.